# H. H. 애스퀴스
제1대 옥스퍼드와 애스퀴스 백작 허버트 헨리 애스퀴스(Herbert Henry Asquith, 1st Earl of Oxford and Asquith, KG, 1852년 9월 12일 ~ 1928년 2월 15일)은 제33대 영국의 총리를 지낸 정치인이다. 본명보다 H. H. 애스퀴스(H. H. Asquith)로 알려져 있다.

## 서훈
- 1925년 옥스퍼드와 애스퀴스 백작위(1st Earl of Oxford and Asquith) 서임
- 1925년 가터 훈장(The Order of Garter, KG) 수훈